# Wielkie Czyste
Wielkie Czyste – wieś w Polsce położona w województwie kujawsko-pomorskim, w powiecie chełmińskim, w gminie Stolno. Miejscowość wchodzi w skład sołectwa Małe Czyste.
W latach 1939–1945 położona była w okręgu Rzeszy Gdańsk-Prusy Zachodnie, w rejencji bydgoskiej (Regierungsbezirk Bromberg), w powiecie Chełmno (Kreis Kulm).
W latach 1975–1998 miejscowość administracyjnie należała do województwa toruńskiego.
W latach 1939 - 1942 dotychczasową nazwą wsi było Groß Czyste, lecz po przeprowadzonej zamianie nazw miejscowości w Okręgu Rzeszy Gdańsk-Prusy Zachodnie, w latach 1942 - 1945 nazywała się Großreinau.

## Zabytki
Według rejestru zabytków NID na listę zabytków wpisany jest kościół parafialny pw. św. Katarzyny, 3 ćw. XIII w., 1877, 1925, nr rej.: 438 z 25.05.1984.